# مالكوم ووكر
مالكوم ووكر (14 أكتوبر 1933 في المملكة المتحدة - 2 سبتمبر 1986 في المملكة المتحدة) (بالإنجليزية: Malcolm Walker)‏ هو لاعب كريكت بريطاني. لعب مع نادي مقاطعة سومرست للكريكت ‏.